# Didymocarpus acuminatus
Didymocarpus acuminatus är en tvåhjärtbladig växtart som beskrevs av R. Brown. Didymocarpus acuminatus ingår i släktet Didymocarpus och familjen Gesneriaceae. Inga underarter finns listade i Catalogue of Life.